# PGC 6372
LEDA/PGC 6372, auch UGC 1212, ist eine Spiralgalaxie vom Hubble-Typ Sb im Sternbild Dreieck am Nordsternhimmel. Sie ist schätzungsweise 487 Millionen Lichtjahre von der Milchstraße entfernt und hat einen Durchmesser von etwa 170.000 Lichtjahren. Vom Sonnensystem aus entfernt sich das Objekt mit einer errechneten Radialgeschwindigkeit von näherungsweise 10.800 Kilometern pro Sekunde.
Im selben Himmelsareal befinden sich unter anderem die Galaxien NGC 666, PGC 6287, PGC 6398, PGC 6442.